# Jang Seo-hee
Jang Seo-hee (tiếng Hàn: 장서희, sinh ngày 5 tháng 1 năm 1972) là một nữ diễn viên người Hàn Quốc. Cô được biết đến nhiều nhất qua vai chính trong các phim truyền hình ăn khách tại Hàn Quốc như Oh Soon Jin, Cô bé lọ lem, Sự quyến rũ của người vợ.. Trong một cuộc khảo sát của Trung Quốc năm 2007 của các diễn viên Hàn Quốc có ảnh hưởng nhất, Seo Hee là nữ diễn viên xếp hạng cao nhất và đã được đứng thứ 7 trong xếp hạng tổng thể.. Gần đây, cô vào vai bác sĩ Seo Hye Young trong phim truyền hình Obstetrics and Gynecology Doctors của đài SBS.

## Danh sách phim

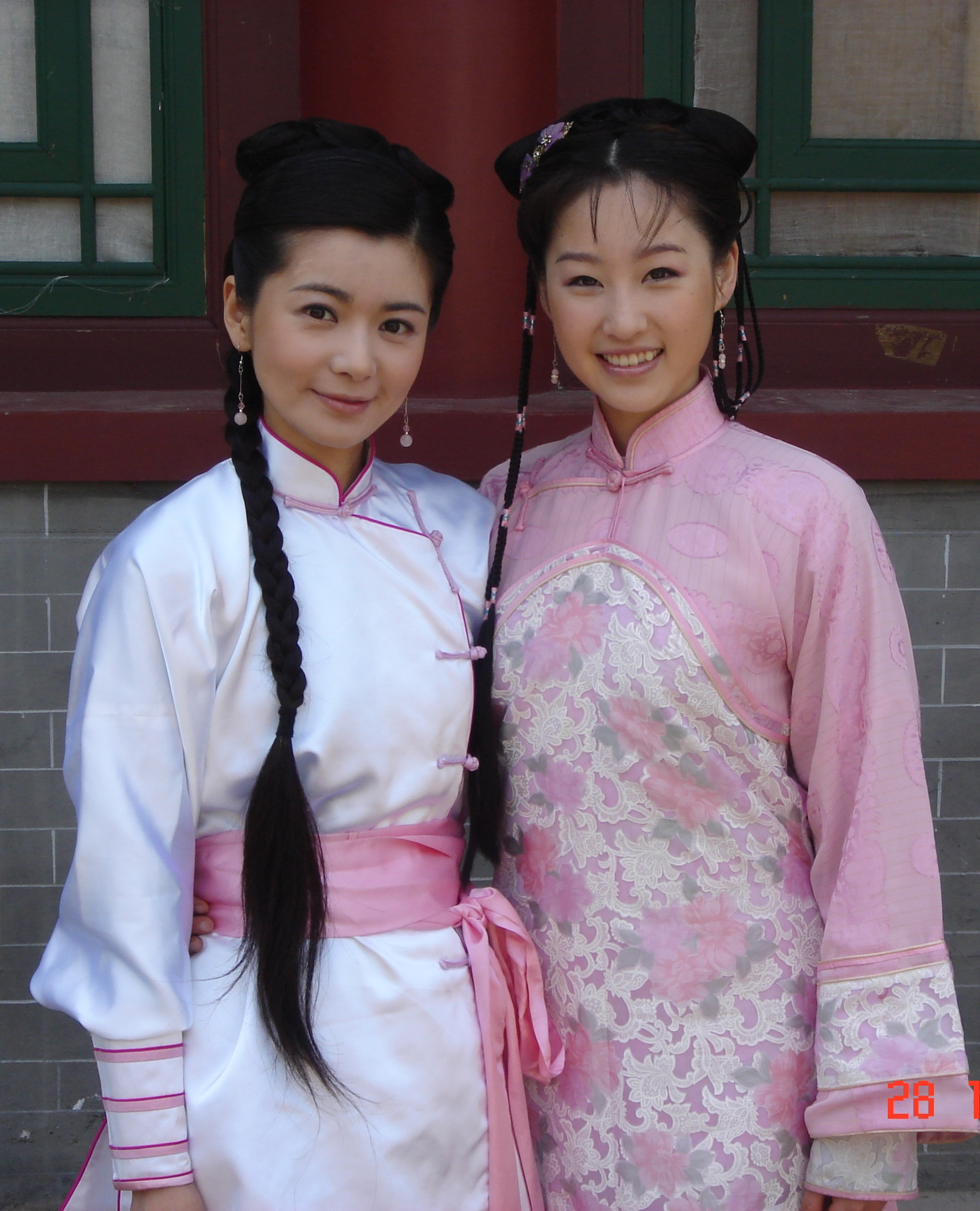
Jang Seo Hee (trái) và Vương Tường Nhập (phải)

### Phim truyền hình
| Năm         | Tựa đề                                     | Vai                    | Kênh      |
| ----------- | ------------------------------------------ | ---------------------- | --------- |
| 1994        | Han Myung Hoe                              | Deposed Queen Yoon     | KBS       |
| 1995        | West Palace                                | In-bin                 | KBS       |
| 1996        | Tears of the Dragon                        |                        | KBS       |
| 1998        | King and Queen                             |                        |           |
| 1999        | Thần y Huh Jun                             | Kim In-bin             | MBC       |
| 2000        | Pháo Hoa                                   | Na Hyun-kyung          | SBS       |
| 2000        | Foolish Princes                            |                        | MBC       |
| 2000        | Emperor Wang Gun                           |                        | KBS       |
| 2001        | Her House                                  | Chae Yeon              | MBC       |
| 2001        | That's Perfect                             |                        | SBS       |
| 2002        | Miss Mermaid                               | Eun Ah Ri Young        | MBC       |
| 2003        | Merry Go Round                             | Sung Eun Kyo           | MBC       |
| 2005        | Sunjin, Cô Bé Lọ Lem                       | Oh Soon Jin            | MBC       |
| 2006        | Canh Tử Phong Vân                          | Si Qin                 | CCTV      |
| 2008 - 2009 | Sự quyến rũ của người vợ                   | Goo Eun-Jae/Min So-Hee | SBS       |
| 2010        | Obstetrics and Gynaecology Doctors         | Seo Hye Young          | SBS       |
| 2011        | Master Lin in Seoul                        |                        |           |
| 2014        | Tùy đường anh hùng (Tân bảng phong thần 2) | Trương Lệ Hoa          | Hồ Nam TV |
| 2014        | Hai người mẹ                               | Baek Yeon-hee          | KBS2      |
| 2015 - 2016 | Tấm lòng người mẹ                          | Kim Yoon Hee           | MBC       |
| 2017        | Hội chị em báo thù                         | Min Deul-rae           | SBS       |

### Phim điện ảnh
| Năm  | Tựa đề                     | Vai      |
| ---- | -------------------------- | -------- |
| 1983 | 3 Days and 3 Nights        |          |
| 1993 | The Sun Society            |          |
| 2003 | The Crescent Moon          |          |
| 2004 | Ghost House                | Win-ha   |
| 2006 | My Captain Mr. Underground |          |
| 2011 | Secrets,Objects            | Hye-jung |

## Giải thưởng
- 1991 Giải thưởng nghệ thuật Baeksang: Nữ diễn viên mới xuất sắc
- 2002 Giải thưởng phim truyền hình MBC: Nữ diễn viên của năm do báo chí đề cử
- 2002 Giải thưởng phim truyền hình MBC: Giải thưởng lớn Dae Sang (Nàng tiên cá)
- 2002 Giải thưởng phim truyền hình MBC: Giải thường nữ diễn viên xuất sắc (Nàng tiên cá)
- 2002 Giải thưởng phim truyền hình MBC: Giải thưởng nữ diễn viên được yêu thích nhất
- 2002 Giải thưởng phim truyền hình MBC: Giải thưởng được yêu thích của dân cư mạng
- 2002 Giải thưởng phim truyền hình MBC: Cặp đôi đẹp nhất với Kim Sung Min
- 2004 Giải thưởng Ngôi sao Hallyu của Bộ Văn hóa, thể thao và du lịch (Hàn Quốc)
- 2006 Liên hoan phim Chun-Sa: Giải thưởng Văn hóa Hallyu
- 2009 Ngôi sao, Liên hoan phim quốc tế Thượng Hải
- 2009 Giải thưởng phim truyền hình SBS: Giải thưởng ngôi sao mới
- 2009 SBS Giải thưởng phim truyền hình SBS: Giải thưởng lớn Daesang (Sự quyến rũ của người vợ)
- 2017: Nữ chủ Giao Thái Điện vai Cung Huệ vương hậu Hàn Tuệ Dung /Trinh Hiển vương hậu Trương Tuệ Liên.